# NGC 1420
NGC 1420 é um sistema estelar triplo na direção da constelação de Eridanus. O objeto foi descoberto pelo astrônomo Heinrich d'Arrest em 1865, usando um telescópio refrator com abertura de 11 polegadas. 